# Vanellus cayanus
Vanellus cayanus là một loài chim trong họ Charadriidae.